# Leyte (Leyte)
Leyte is een gemeente in de Filipijnse provincie Leyte op het eiland Leyte. Bij de laatste census in 2007 had de gemeente ruim 35 duizend inwoners.

## Geografie

### Bestuurlijke indeling
Leyte is onderverdeeld in de volgende 30 barangays:
| - Bachao - Baco - Bagaba-o - Basud - Belen - Burabod - Calaguise - Consuegra - Culasi - Danus | - Elizabeth - Kawayan - Libas - Maanda - Macupa - Mataloto - Palarao - Palid I - Palid II - Parasan | - Poblacion - Salog - Sambulawan - Tag-abaca - Tapol - Tigbawan - Tinocdugan - Toctoc - Ugbon - Wague |

## Demografie
Leyte had bij de census van 2007 een inwoneraantal van 35.478 mensen. Dit zijn 237 mensen (0,7%) meer dan bij de vorige census van 2000. De gemiddelde jaarlijkse groei komt daarmee uit op 0,09%, hetgeen lager is dan het landelijk jaarlijks gemiddelde over deze periode (2,04%). Vergeleken met de census van 1995 is het aantal mensen met 1.352 (4,0%) toegenomen.

De bevolkingsdichtheid van Leyte was ten tijde van de laatste census, met 35.478 inwoners op 181,26 km², 195,7 mensen per km².